# داني باريخو
دانييل «داني» باريخو مونيوز (بالإسبانية: Daniel Parejo Muñoz؛ مواليد 16 أبريل 1989) لاعب كرة قدم إسباني يلعبُ لاعبَ وسط لنادي فياريال الإسباني ومنتخب إسبانيا.
بعد أن بدأ مسيرته مع ريال مدريد، انتقل إلى خيتافي حيث صنع اسمًا لنفسه. وانتقل لاحقًا إلى فالنسيا في 2011، ولعب معهم 383 مباراة رسمية وفاز بلقب كأس ملك إسبانيا 2018–19. كما سبق له أن أمضى 4 أشهر في إنجلترا، وذلك مع نادي كوينز بارك رينجرز.
مثّل باريخو إسبانيا في الفئات العمرية المختلفة في 43 مناسبة. ولعب أول مباراة مع الفريق الأول في 2018، وعمرُهُ 28 عامًا.

## روابط خارجية
- داني باريخو على موقع الاتحاد الدولي (مؤرشف)  (الإنجليزية)
- داني باريخو على موقع الاتحاد الأوربي (الإنجليزية)
- داني باريخو على موقع قاعدة بيانات كرة القدم.إي يو (الإنجليزية)
- داني باريخو على موقع ليكيب (الفرنسية)
- داني باريخو على موقع ناشيونال فوتبول تيمز (الإنجليزية)
- داني باريخو على موقع Soccerbase.com (لاعب) (الإنجليزية)
- داني باريخو على موقع Soccerway.com (الإنجليزية)
- داني باريخو على موقع عالم كرة القدم.نت (الإنجليزية)
- داني باريخو على موقع كووورة
- داني باريخو على موقع AS.com (الإسبانية)